# Mauro Santoni
Mauro Santoni (Castelfiorentino, 20 gennaio 1928) è un politico italiano.